# Foiba rossa
Foiba rossa è un romanzo grafico disegnato da Beniamino Delvecchio su testi di Emanuele Merlino e pubblicato per la prima volta nel 2018. 
Illustra la biografia di Norma Cossetto, giovane istriana di etnia italiana uccisa da partigiani slavi nel 1943.

## Storia editoriale
La prima edizione del romanzo grafico fu distribuita in edicola come supplemento del quotidiano il Giornale in occasione del Giorno del ricordo per le vittime delle foibe nel febbraio del 2018. Nel mese di maggio dello stesso anno uscì una nuova edizione destinata alle librerie con in appendice il saggio breve Le vicende storiche d'Istria, Fiume e Dalmazia.

## Trama
All'Università di Padova, nel 1949, una studentessa si accinge a discutere la sua tesi di laurea sulla sua terra natale, l'Istria.
A Visinada, in questo lembo d'Italia dalla storia tormentata, era nata nel 1920 Norma Cossetto, che doveva il suo nome di battesimo al primo incontro dei suoi genitori in occasione di un concerto lirico.
Suo padre Giuseppe è un proprietario terriero benvoluto dai suoi coloni, tanto italiani che slavi. ad uno di questi, Drazen, contribuisce a salvare la vita portandolo in ospedale con l'automobile dopo che si era procurato una brutta ferita alla testa. Norma frequenta le scuole superiori a Gorizia, versata anche nello sport, e cresce con sentimenti patriottici. Dopo il diploma di maturità, s'iscrive al corso di laurea in lettere moderne all'Università di Padova. Torna a casa per preparare la tesi e intanto insegna come supplente al liceo di Pisino.
Dopo l'8 settembre 1943, con l'esercito italiano allo sbando, i partigiani titini intendono annettere alla nuova Jugoslavia che si costituirà a guerra finita i territori italiani orientali, anche quelli dove gli slavi sono in netta minoranza, eliminando chi si opporrà al loro progetto. Dei partigiani irrompono in casa Cossetto e la saccheggiano: cercavano Giuseppe, ufficiale della Milizia, che però si trova a Trieste. Norma è convocata al comando partigiano perché riveli dove si trova suo padre, ma la giovane dichiara di non saperlo e rifiuta ogni collaborazione. Viene perciò trattenuta e a sua madre viene detto falsamente che non si trova più al comando. Giuseppe, avendo saputo che la figlia non è più a casa, parte da Trieste per cercarla, e cade in un agguato tesogli da Drazen, passato con i titini.
Norma viene ripetutamente violentata e alla fine è gettata, ancora viva, nella foiba di Villa Surani. Nel 1949 è insignita della laurea ad honorem.

## Accoglienza
Foiba rossa ha avuto accoglienze contrastanti. Le associazioni di esuli giuliani, istriani e dalmati hanno apprezzato la volontà di divulgare la storia di una delle prime vittime delle foibe attraverso un mezzo "popolare" come il fumetto. L'Istituto Parri ha criticato le inesattezze storiche della trama (peraltro riconosciute dallo stesso sceneggiatore e giustificate con le esigenze narrative) e certi aspetti particolarmente truculenti della narrazione. Roberto Pietrobon, su il manifesto, ha tacciato l'opera di bieco revisionismo.
Nel 2019 la Regione del Veneto ha promosso la distribuzione di Foiba rossa nelle scuole secondarie di primo grado. Analoghe iniziative sono state intraprese da singole amministrazioni comunali e dalla giunta regionale del Piemonte, dando adito a polemiche da parte di forze politiche di sinistra.

## Edizioni
- Emanuele Merlino e Beniamino Delvecchio, Foiba rossa, 1ª ed., Milano, Ferrogallico - il Giornale, 2018.
- Emanuele Merlino e Beniamino Delvecchio, Foiba rossa, 2ª ed., Milano, Ferrogallico, 2018, ISBN 978-88-94246-68-1.